# Imaginarium
 (novembre 2023).
Si vous disposez d'ouvrages ou d'articles de référence ou si vous connaissez des sites web de qualité traitant du thème abordé ici, merci de compléter l'article en donnant les références utiles à sa vérifiabilité et en les liant à la section « Notes et références ».
Albums de André Charlier & Benoît Sourisse
Héritage
(2007)
Imaginarium est le quatrième album du duo Charlier-Sourisse (André Charlier, Benoît Sourisse) sorti en 2010.

## Liste des titres
| No  | Titre                                | Durée |
| --- | ------------------------------------ | ----- |
| 1.  | Conte utopique à pistons             |       |
| 2.  | Le chat et la souris                 |       |
| 3.  | La chanson idéale du facteur cheval  |       |
| 4.  | Amuse-bouche                         |       |
| 5.  | L'afrobeat improbable                |       |
| 6.  | L'éclaireur                          |       |
| 7.  | Flying Fox (Le jour)                 |       |
| 8.  | Spirit of Fables                     |       |
| 9.  | La danseuse                          |       |
| 10. | Le petit soldat de plomb unijambiste |       |
| 11. | Flying Fox (La nuit)                 |       |